# Église Saint-Martin d'Étréaupont
L'église Saint-Martin d'Étréaupont est une église située à Étréaupont, en France.

## Description
L'église Saint-Martin, dont le portail provient de l'abbaye de Foigny, est de style roman, elle possède un clocher tors.

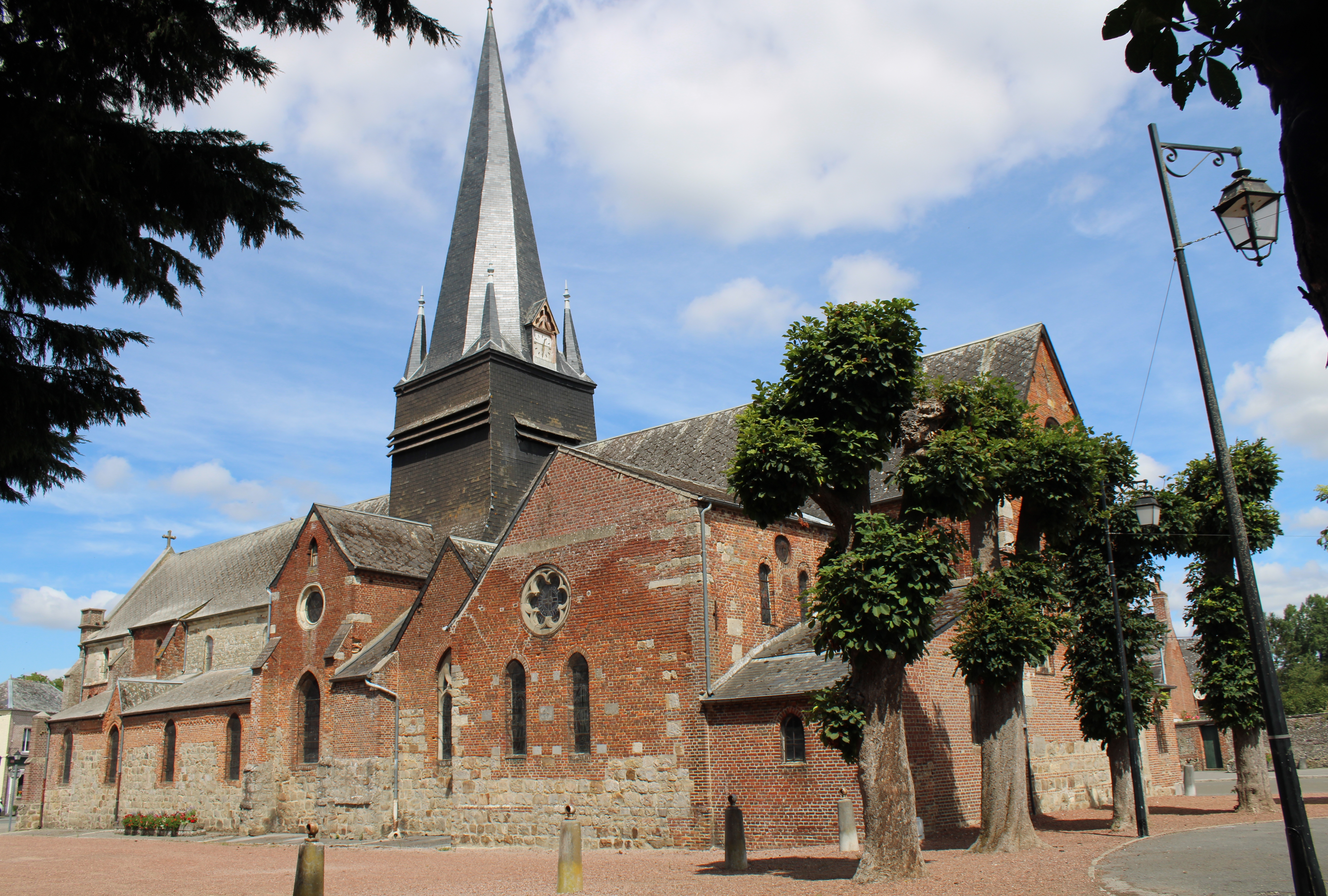
Vue latérale
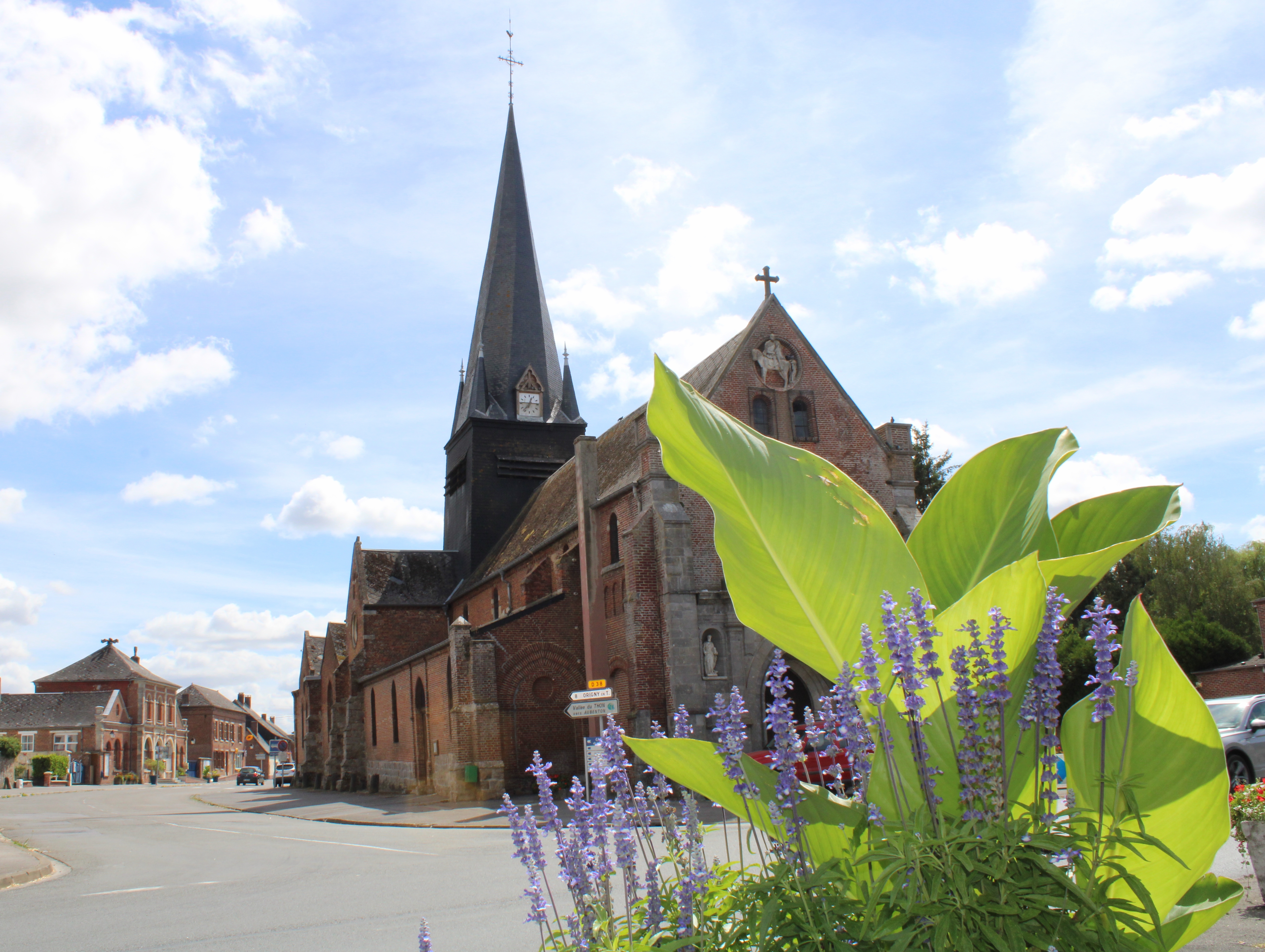
La place de l'église.
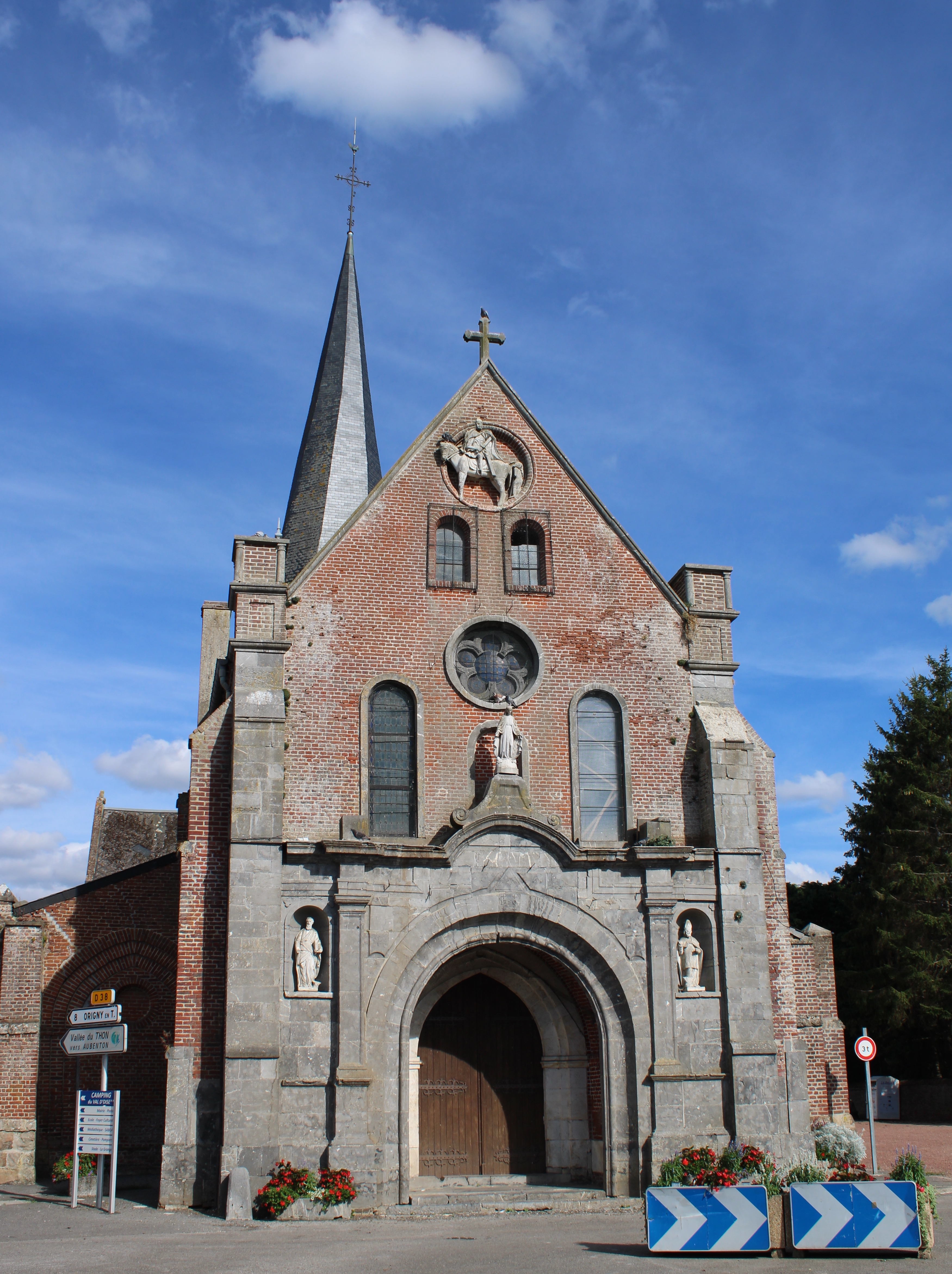
Façade avec portail
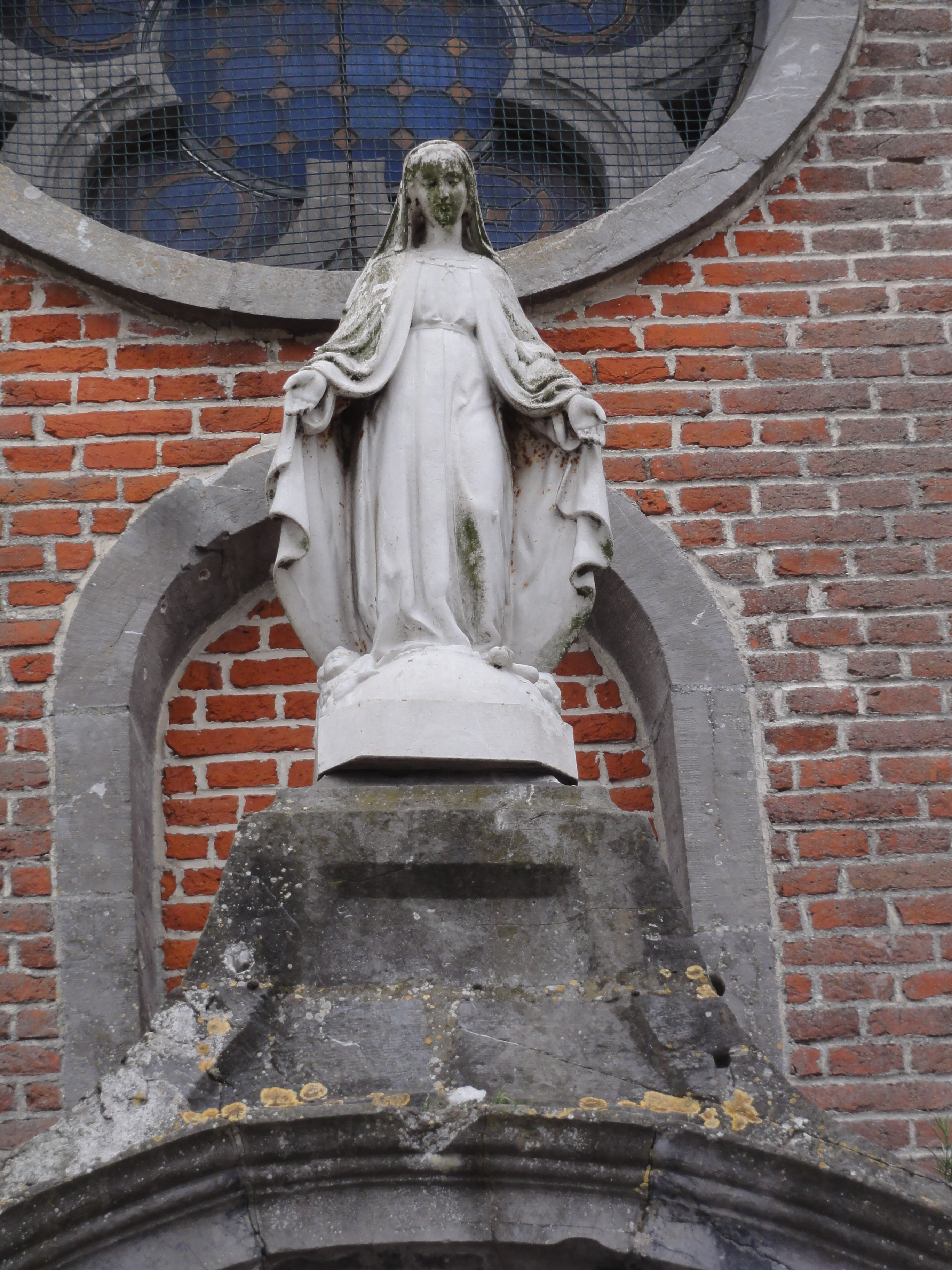
Statue de la Vierge sur la façade
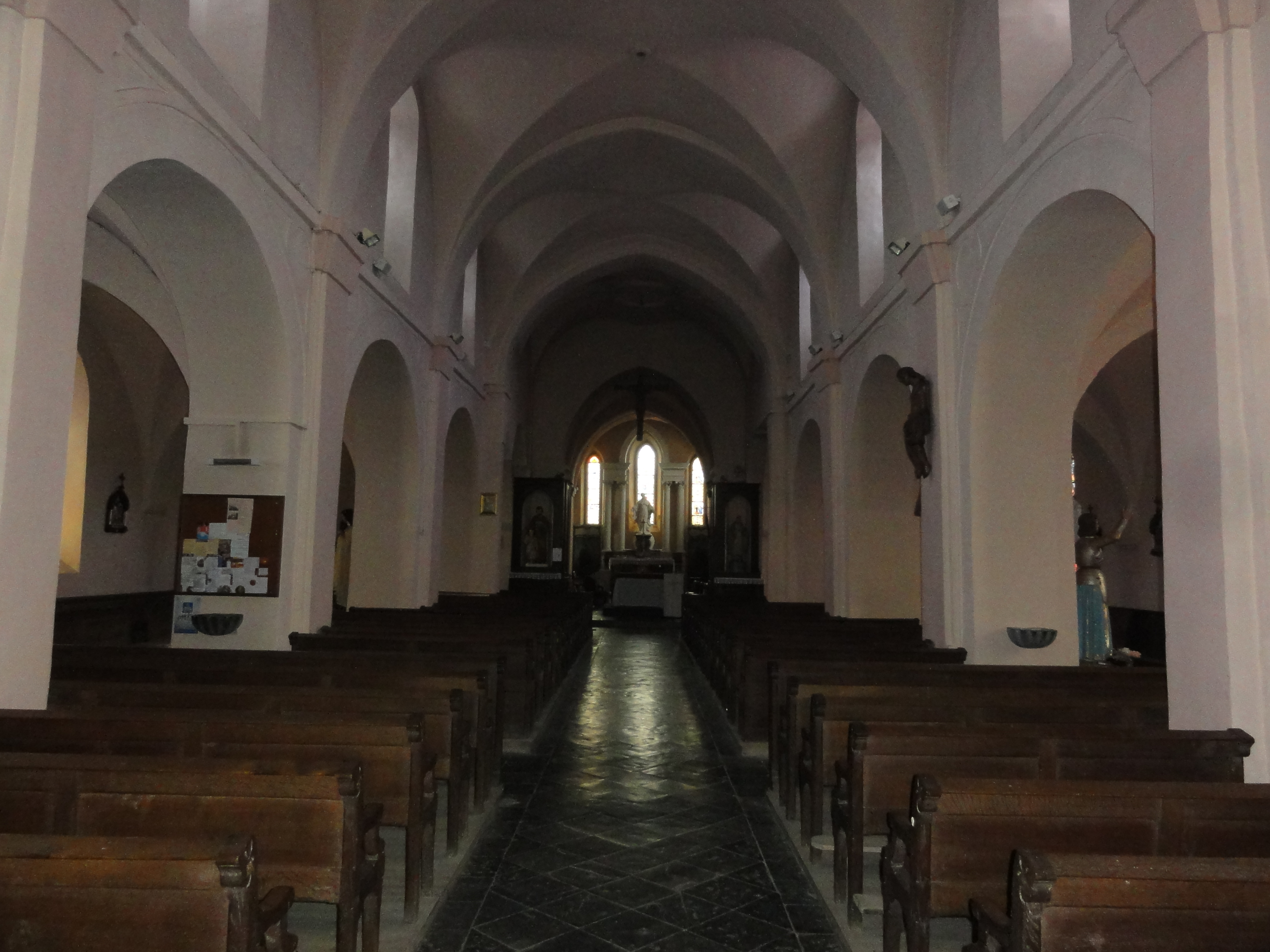
Nef
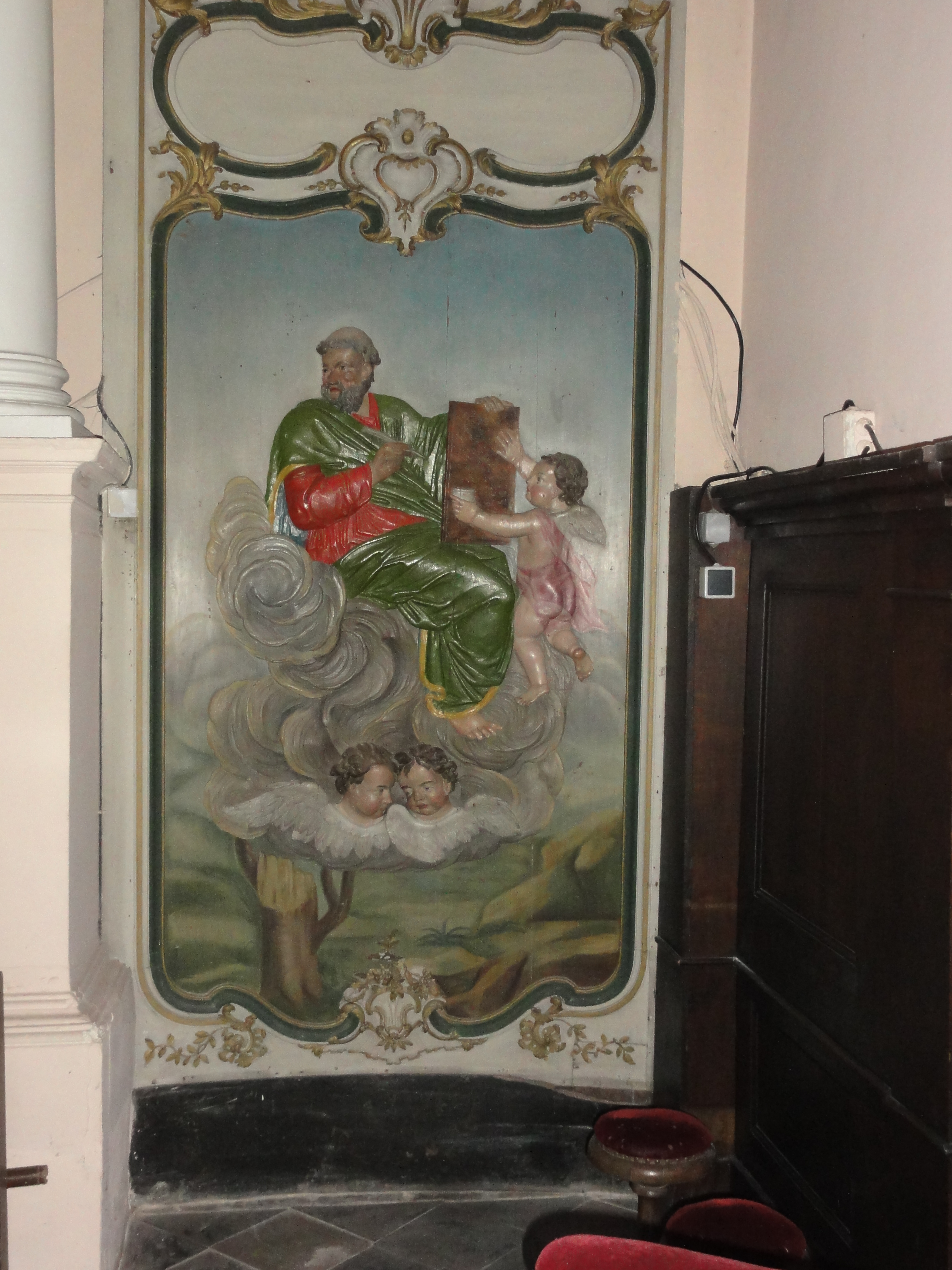
Un des reliefs
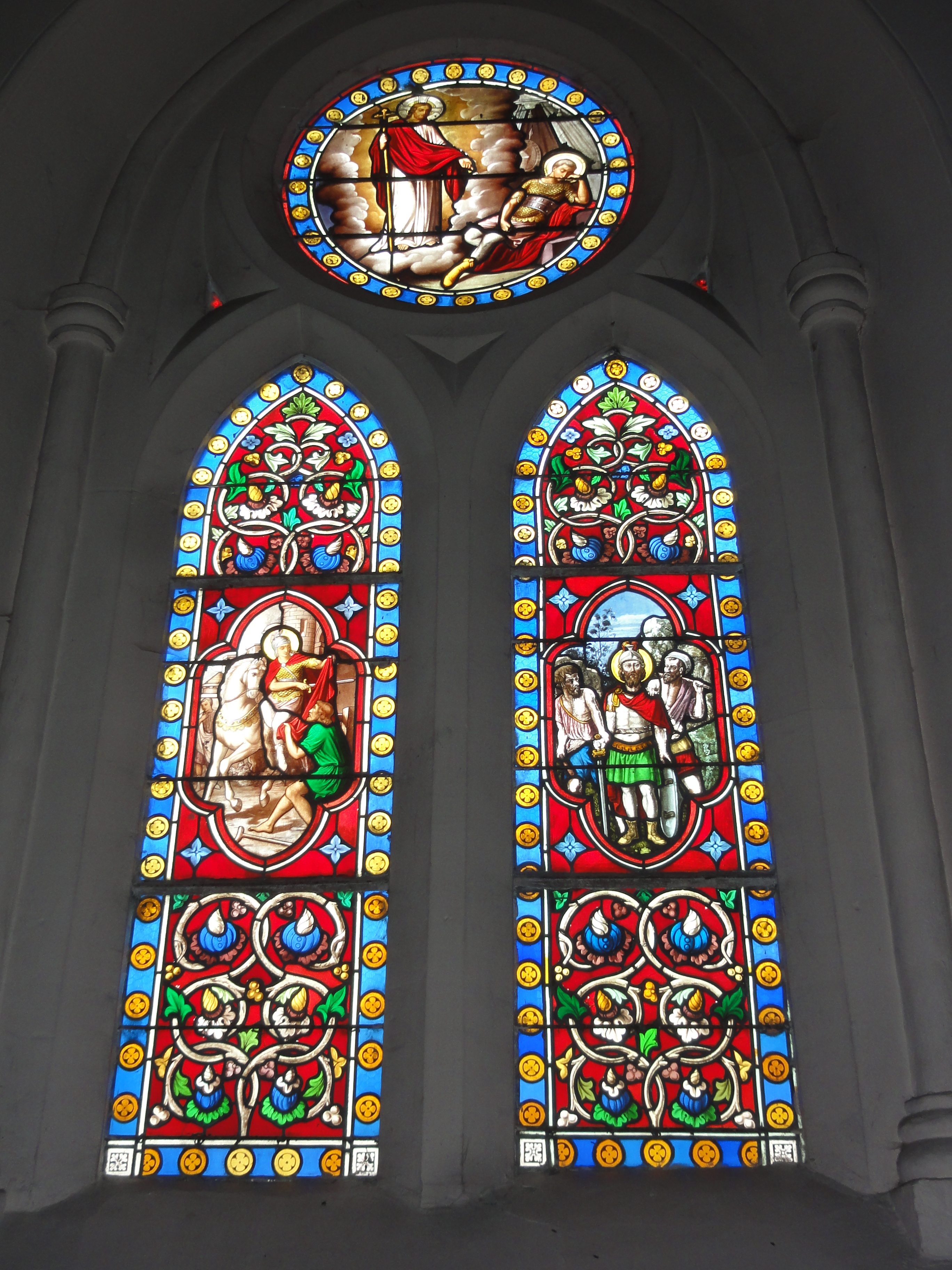
Vitrail scènes de la vie de Saint MArtin

## Localisation
L'église est située sur la commune de Étréaupont, dans le département de l'Aisne.